# Borszyce
Borszyce [pronunciación en polaco: /bɔrˈʂɨt͡sɛ/] es un pueblo ubicado en el distrito administrativo de Gmina Kowiesy, dentro del condado de Skierniewice, Voivodato de Łódź, en el centro de Polonia. Se encuentra a unos 5 kilómetros al norte de Kowiesy, a 21 kilómetros al este de Skierniewice, y a 69 kilómetros al este de la capital regional Łódź.